# Zatonje
Zatonje (cyr. Затоње) – wieś w Serbii, w okręgu braniczewskim, w gminie Veliko Gradište. W 2011 roku liczyła 623 mieszkańców.